# Stéphane Audran
Stéphane Audran (Colette Suzanne Jeannine Dacheville) (Versailles, 1932. november 8. – Párizs, 2018. március 27.) BAFTA- és César-díjas francia színésznő.

## Életpályája
Szülei Corneille Dacheville és Jeanne Rossi voltak. Tanulmányait Charles Dullin színikurzusán és Tania Balachovánál, valamint Michel Vitoldnál végezte. Párizsi színházakban és a televízióban játszott. Első nagy szerepe Claude Chabrol filmjében volt 1958-ban, az Unokafivérekben.

## Magánélete
Első férje Jean-Louis Trintignant (1930–2022) francia színész volt. 1964–1980 között Claude Chabrol (1930–2010) filmrendező, színész volt a párja. Fia, Thomas Chabrol színész.

## Filmjei
- Unokafivérek (1958)
- Nőcskék (1960)
- Az ördög szeme (1960)
- A piperkőcök (1961)
- Kékszakáll (1962)
- Az Oroszlán jegyében (1962)
- A tigris szereti a friss húst (1964)
- Párizs, ahogyan látja (1965)
- A betyár (1966)
- Hosszú az út Gibraltárig (1966)
- Pezsgős gyilkosságok (1967)
- Őzgidák (1968)
- A tetovált (1968)
- A megcsalt férj (1969)
- A torpedó bőre (1969)
- A hölgy az autóban szemüveggel és puskával (1970)
- A hentes (1970)
- A szakítás (1970)
- Egyformán távol a szerelemtől (1971)
- Mielőtt leszáll az éj (1971)
- Látszólag ok nélkül (1971)
- A halott asszony visszatér (1972)
- A burzsoázia diszkrét bája (1972)
- Tetthely (1973)
- Gyilkos szerelem (1973)
- Hogyan érvényesüljünk az életben, ha valaki punci és folyton siránkozik? (1973)
- A szív kiáltása (1974)
- Tíz kicsi indián (1974)
- Vincent, François, Paul és a többiek (1974)
- A fekete madár (1975)
- Polgári bolondériák (1976)
- Vérrokonok (1977)
- Egy gazember halála (1977)
- Az ezüst rejtélye (1977)
- Ki a nyerő? (1979)
- Sasszárny (1979)
- Őrült nők ketrece 2. - Kémek a lokálban (1980)
- Szemben a nappal (1980)
- A nagy vörös egyes (1980)
- Utolsó látogatás (1981)
- Nagytakarítás (1981)
- Élet boldog-boldogtalannak (1982)
- Gyilkosok utcája (1982)
- A sokk (1982)
- Végzetes kaland (1983)
- A mások vére (1984)
- Az éjszaka tolvajai (1984)
- A misztrál lánya (1984)
- A Nap is lenyugszik (1984)
- Ecetes csirke (1985)
- A cigánylány (1985)
- Őrült nők ketrece 3. - Az esküvő (1985)
- Szegény kis gazdag lány (1986)
- A gyönyör évszakai (1987)
- A bagoly kiáltása (1987)
- Babette lakomája (1987)
- A felügyelő iratai (1988)
- Arctalanul (1988)
- Fiúk (1989)
- Manika: a lány, aki kétszer élt (1989)
- Tecx (1989)
- Pezsgő élet (1989)
- Csendes napok Clichyben (1990)
- Betty (1991)
- A makrancos hölgy (1992)
- Ne sírj, kedvesem! (1992)
- Százszorszépek (1995)
- Mindhalálig (1996)
- Arlette szerencséje (1997)
- Madeline, a csínytevő csitri (1998)
- Az anyósom (1999)
- A kék bicikli (2000)
- Kopog a szemem! (2001)
- Tökös átverés (2002)
- Sisi, a lázadó császárné (2003)
- La Rochelle bástyái (2005)

## Díjai
- Berlini legjobb női alakítás díja (1968)
- BAFTA-díj a legjobb női főszereplőnek (1974) A burzsoázia diszkrét bája
- César-díj (1979)
- az olasz filmkritikusok Ezüst Szalag díja (1988) Babette lakomája
- a londoni filmkritikusok díja (1989) Babette lakomája